# 白垚
白垚（1934年—2015年6月19日），馬來西亞作家，原名劉國堅，另有筆名劉戈、林間、苗苗等。

## 生平
1934年生於廣東東莞，1949年抵港，台灣大學歷史系畢業，1957年赴馬來亞參與友聯機構的文化事業，執編《學生周報》與《蕉風月刊》多年。1950年代末鼓吹新詩再革命，為馬華文學第一波現代主義文學運動推手，被稱為馬華第一首現代詩的作者。1960年代末革新《蕉風月刊》，發揚在地化的現代主義馬華文學。1981年移居美國。
2015年6月19日於美國休斯頓過世，享年81歲。

## 著作
著有五百餘頁大書《縷雲起於綠草》（吉隆坡：大夢書房，2007），收輯其五十餘年的散文、詩和劇本創作。2016年遺作自傳體小說《縷雲前書》（馬來西亞有人出版社）出版，被選入該年亞洲週刊中文十大好書。